# Лопес, Франсеск
Франсеск Педро Лопес (кат. Francesc Pedro López; 30 октября 1972) — андоррский футболист, защитник. Выступал за клуб «Сан-Жулиа» и национальную сборную Андорры.

## Биография

### Клубная карьера
С 1996 года по 1997 год играл за клуб «Сан-Жулиа», который выступал в чемпионате Андорры.

### Карьера в сборной
13 ноября 1996 года национальная сборная Андорры проводила свой первый международный матч против Эстонии и Исидре Кодина вызвал Франсеска в стан команды. Товарищеская встреча закончилась поражением сборной карликового государства со счётом (1:6), Лопес отыграл все 90 минут поединка. Этот матч стал для Франсеска Лопеса единственным в составе сборной.